# Loška vas
Loška vas je naselje v Občini Dolenjske Toplice. V Loški vasi stojijo ruševine nekdaj mogočnega gradu Stara Soteska (Alt Ainöd). Grad je bil prvič omenjen leta 1313 kot Vest ze Ainöd, čeprav naj bi po Valvasorjevem pričanju stal že leta 1231. Grad je l.1440 v vojni s Habsburžani razdejal celjski vojskovodja Jan Vitovec. Leta 1506 je bil opuščen. Po Valvasorju naj bi grad obdajalo trojno obzidje in krona stolpov. V skalo je imel vsekane ječe, kjer so zapirali in mučili ujete Turke. Te so mu nadeli poseben naziv "Zeleni grad".